# جيمس روبنسون (لاعب كرة سلة)
جيمس روبنسون (4 مارس 1994 في الولايات المتحدة - ) (بالإنجليزية: James Robinson)‏ هو لاعب كرة سلة أمريكي في مركز هجوم خلفي. لعب مع Pittsburgh Panthers ‏.

## وصلات خارجية
- جيمس روبنسون (لاعب كرة سلة) على موقع الاتحاد الدولي لكرة السلة (الإنجليزية)
- جيمس روبنسون (لاعب كرة سلة) على موقع كرة السلة الأوروبية.كوم (الإنجليزية)
- جيمس روبنسون (لاعب كرة سلة) على موقع كلية كرة السلة في سبورتس رفرنس.كوم (الإنجليزية)
- جيمس روبنسون (لاعب كرة سلة) على موقع ريلجم (الإنجليزية)
- جيمس روبنسون (لاعب كرة سلة) على موقع بروبوليرز (الإنجليزية)